# Каземброт, Франсуа де
Франс де Каземброт (нидерл. François (Frans) de Casembroot; 1817—1895) — голландский военачальник, вице-адмирал.

## Биография
Родился 26 июля 1817 года в Льеже.
16 ноября 1832 года был назначен в морской кадетский при Королевском военно-морском институте в Медемблике, из которого 1 ноября 1836 года был выпущен как морской кадет первого класса.
В 1837 году на корвете «Тритон» уехал в Индию, где по 25 мая 1840 года находился в военной экспедиции. Был ранен в ногу, за участие в этом походе был награждён орденом 5 сентября 1841 года. С 1845 года Каземброт служил в Ост-Индии.
В 1849 году он был инспектором по вооружениям в Льеже, затем исполнительным директором. В 1850 году — адъютант-секретарь на Военно-морском флоте. В следующем году был назначен вестовым офицером короля Нидерландов  Вильгельма III и в этом качестве путешествовал вместе с ним. В 1853 году был назначен флигель-адъютантом короля.
Был капитаном 18-пушечного корабля «Медуза», который патрулировал побережье Японии с 1862 по 1864 годы. 11 июля 1863 года корабль был атакован в проливе рядом с городом Симоносеки японскими кораблями, но вышел победителем, потеряв четверых матросов при пятерых раненых.
Умер 14 апреля 1895 года в Гааге.

## Награды
- Награждён русскими орденами Св. Георгия 4-й степени (21 января 1879) и Св. Станислава 1-й степени.
- Также награждён многими орденами, среди которых Военный орден Вильгельма (офицер), Орден Оранских-Нассау (гранд-офицер), Орден Нидерландского льва (рыцарь), Орден Дубовой короны, Орден Почётного легиона, Австрийский орден Леопольда, Орден Адольфа Нассау, Орден Красного орла, Орден Восходящего солнца, Орден Башни и Меча, Орден Церингенского льва.